# Никола Лазаров (революционер)
Вижте пояснителната страница за други личности с името Никола Лазаров.
Никола Лазаров е български революционер, деец на Вътрешната македоно-одринска революционна организация.

## Биография
Никола Лазаров е роден на 23 март 1880 година в град Дупница. През 1898 година завършва четвърти клас в дупнишкото училище, след което се присъединява към ВМОРО. До 1900 година е куриер на организацията в България в района между Дупница, Кюстендил и София. На 23 март влиза с чета в Македония и обикаля Малешевско, Щипско, Струмишко и Гевгелийско. През август четата е нападната от аскер край Куманово, а при нощното бягство Никола Лазаров се загубва от четата. На сутринта е предаден от местни селяни и за да не бъде заловен се самоубива.